# Chafariz do Largo Comendador Pamplona

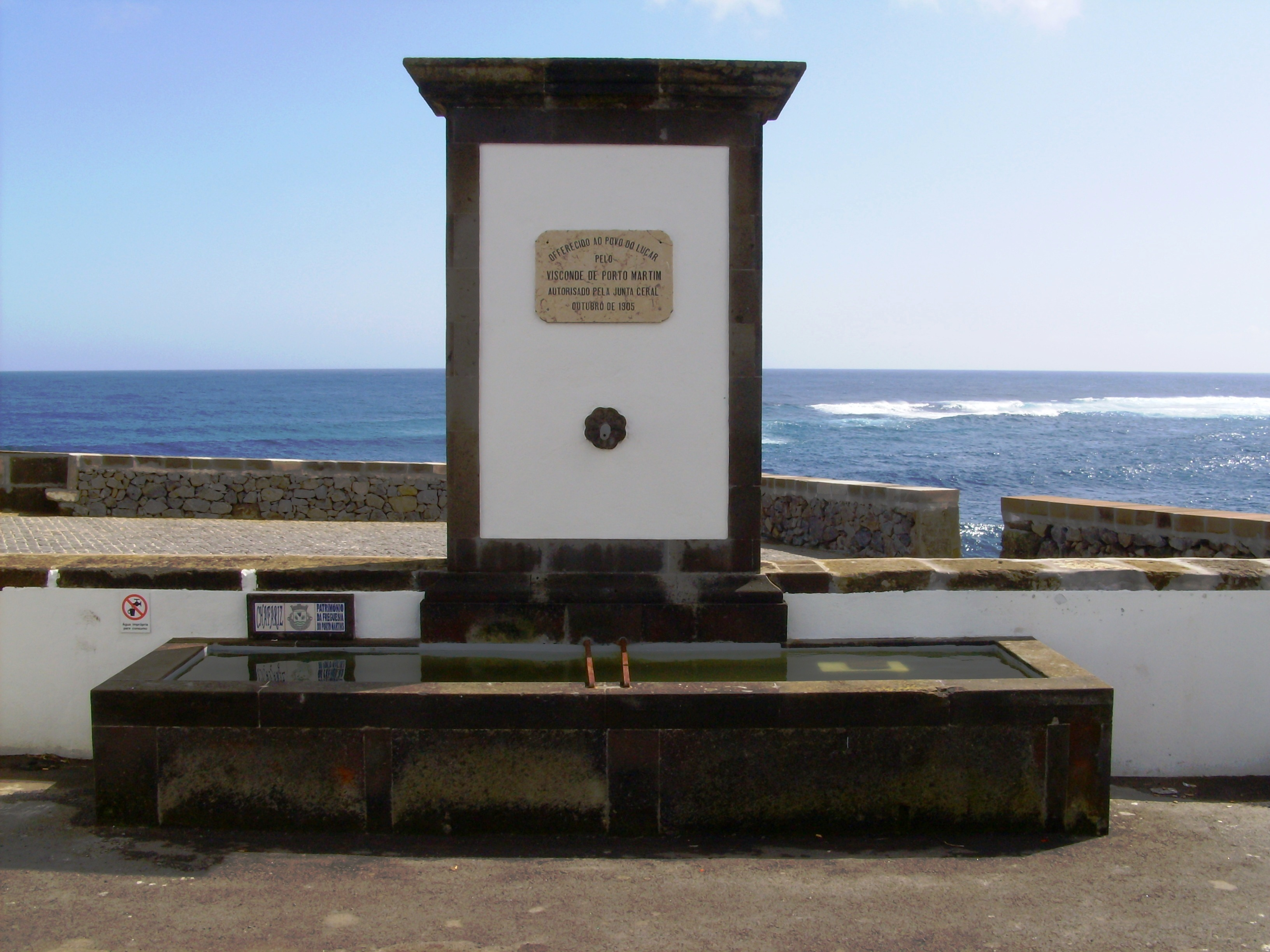
Chafariz do largo Comendador Pamplona, Porto Martins.

O chafariz do Largo Comendador Pamplona localiza-se sobre o muro sudeste do largo Comendador Pamplona, na freguesia do Porto Martins, concelho da Praia da Vitória, na ilha Terceira, nos Açores.

## História
Erguido em 1905, encontra-se relacionado no "Inventário do Património Histórico e Religioso" para o "Plano Director Municipal da Praia da Vitória".

## Características
É composto por um corpo de formato retangular em posição vertical, encimado por uma cornija. Este, por sua vez, é composto por uma moldura externa em cantaria, preenchida de alvenaria de pedra rebocada e pintada a cal da parte da frente.
Ainda na parte dianteira, junto ao chão, encontra-se um tanque destinado a bebedouro, também em cantaria. Do lado de trás, escondido pelo muro, possui um tanque de lavar roupa esculpido num único bloco de pedra.
O alçado frontal do chafariz inclui uma bica inscrita num pequeno florão, por onde a água corre continuamente, e uma lápide em mármore, também de forma rectangular, onde se lê:
"Oferecido ao povo do lugar pelo Visconde de Porto Martim. Autorizado pela Junta Geral. Outubro de 1905"
O touril vizinho a este chafariz consiste num recinto murado, de forma rectangular, bastante alongado e com uma única porta de acesso, que servia, durante as festividades (touradas), de curral para guardar o gado.
Encontra-se construído a uma cota inferior à da estrada e é dividido em três parcelas. Foi edificado em alvenaria de pedra seca e rematado com pedras argamassadas.